# Robert Mark Kamen
Robert Mark Kamen (født 9. oktober 1947 i New York) er en amerikansk manuskriptforfatter, bedst kendt som skaberen af The Karate Kid-filmene, såvel som for hans senere samarbejde med den franske filmskaber Luc Besson, som inkluderer manuskriptet til Det femte element, Transporter-filmene og Taken-filmene. Desuden manuskripter til filmene Angel Has Fallen, Dødbringende våben 3, Colombiana og Bandidas.

## Eksterne links
- Robert Mark Kamen på Internet Movie Database (engelsk)
- Robert Mark Kamen på Filmdatabasen
- Robert Mark Kamen på Scope
- Robert Mark Kamen på Svensk Filmdatabas (svensk)
- Robert Mark Kamen på AlloCiné (fransk)
- Robert Mark Kamen på AllMovie (engelsk)
- Robert Mark Kamen på The Movie Database (engelsk)
- Roger Ebert: https://www.rogerebert.com/cast-and-crew/robert-mark-kamen

1. ↑  Navnet er anført på engelsk og stammer fra Wikidata hvor navnet endnu ikke findes på dansk.
2. ↑  Navnet er anført på bokmål og stammer fra Wikidata hvor navnet endnu ikke findes på dansk.